# Polycarpa aurata
Polycarpa aurata is een zakpijpensoort, dat behoort tot het geslacht Polycarpa en de familie Styelidae. De wetenschappelijke naam van de soort werd in 1834, als Ascidia aurata, voor het eerst geldig gepubliceerd door Jean René Constant Quoy en Joseph Paul Gaimard.

## Beschrijving
Deze zakpijp zit goed beschermd in een dikke, leerachtig-taaie, soms felgekleurde, 15 cm hoge tunica. Er steken twee sifons uit, een aan de bovenkant en de andere aan de zijkant. Via deze sifons wordt water in en uit de farynx gepompt via een zeef, waarop voedseldeeltjes worden opgevangen. De lichaamskleur van dit manteldier is wit met paarse en oranje vlekken en paarse lijnen. De binnenkant is geel of oranje en is zichtbaar rond de rand van de sifons.

## Verspreiding
Deze solitaire soort komt vooral voor in de Indische Oceaan en het westen van de Grote Oceaan. Het verspreidingsgebied omvat de Filipijnen, Indonesië en Noord-Australië. Deze soort wordt gevonden op een diepte van 5 tot 50 meter.